# عودة التأين

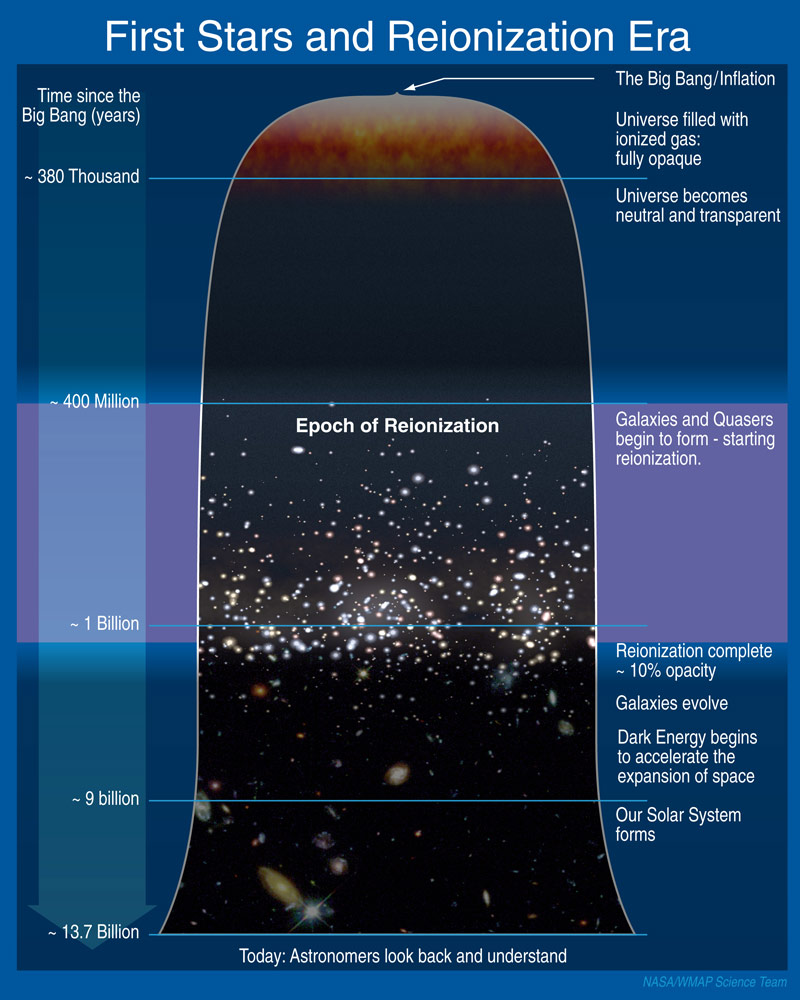
رسم توضيح للتطور الزمني للكون منذ الانفجار العظيم ، وحقبة عودة تأين الهيدروجين. (الزمن من أعلى إلى أسفل بمقياس لوغاريتمي).

عودة التأين أو حقبة عودة التأين  في الفلك (بالإنجليزية: Reionization) يقصد بحقبة عودة التأين في نظرية الانفجار العظيم بالفترة الزمنية التي تأينت فيه المادة (الهيدروجين) مرة ثانية قبل أن يصبح الكون شفافا للضوء المرئي. تعتبر تلك الفترة المرحلة الثانية الهامة يحدث فيها تغير طوري لغاز الهيدروجين في الكون . وبناء عن ذلك فالكون يعتبر «متأينا» إلى يومنا هذا ، أي يتكون بالإضافة إلى النجوم والمجرات والكواكب من بلازما.
يعد طور ارتباط الإلكترونات والبروتونات نحو 400.000 سنة بعد الانفجار العظيم هو حقبة الارتباط الأولى . انخفضت درجة حرارة الكون خلالها إلى نحو 3000 كلفن مما جعل الهيدروجين يتكون من إلكترونات و بروتونات ، فأصبحت ذرات الهيدروجين متعادلة كهربائيا. فكان معدل تكون الهيدروجين المتعادل أكبر من معدل تأين ذراته. ونظرا لأن الإلكترونات في الهيدروجين المتعادل (وأيضا في عناصر أخرى) يستطيع امتصاص طاقة في هيئة فوتونات فيصبح مثارا (كما نجد مثلا في مجموعة خطوط لايمان) فإن الكون كان آنذاك معتما لبعض أطوال الموجات الضوئية التي تتسبب في إثارة الذرات .

## مقدمة
بدأ مرحلة تغير الطور الثانية بعدما تكونت في الكون النشأ نجوم تستطيع بما تطلقه من طاقة تأيين الهيدروجين . وأثناء تلك المرحلة التي أصدرت فيها النجوم والمجرات طاقة في هيئة أشعة كهرومغناطيسية تغير المادة المنتشرة في الكون (الهيدروجين) من ذرات متعادلة إلى حالة البلازما (ذرات متأينة وإلكترونات).
استغرقت تلك المرحلة بين 150 مليون سنة إلى نحو 1000 مليون سنة ، وها الزمن يعادل انزياح أحمر بين
{\displaystyle 6<z<20} بعد الانفجار العظيم . وعندما تكون البروتونات منفصلة عن الإلكترونات فهي لا تستطيع امتصاص طاقة في هيئة فوتونات . فيمكن للفوتونات مثلا الاصطدام والتشتت على جسيمات أخرى إلا أن هذا التعامل يكون نادرا جدا بسبب كثافة البلازما المنخفضة . بذلك يصبح الكون الذي يغلب فيه الهيدروجين المتأين «شفافا» عندما تكون كثافة البلازما منخفضة ، ويكون الكون على حالته الشفافة التي نجدها حاليا.

### عائلة نجمية III

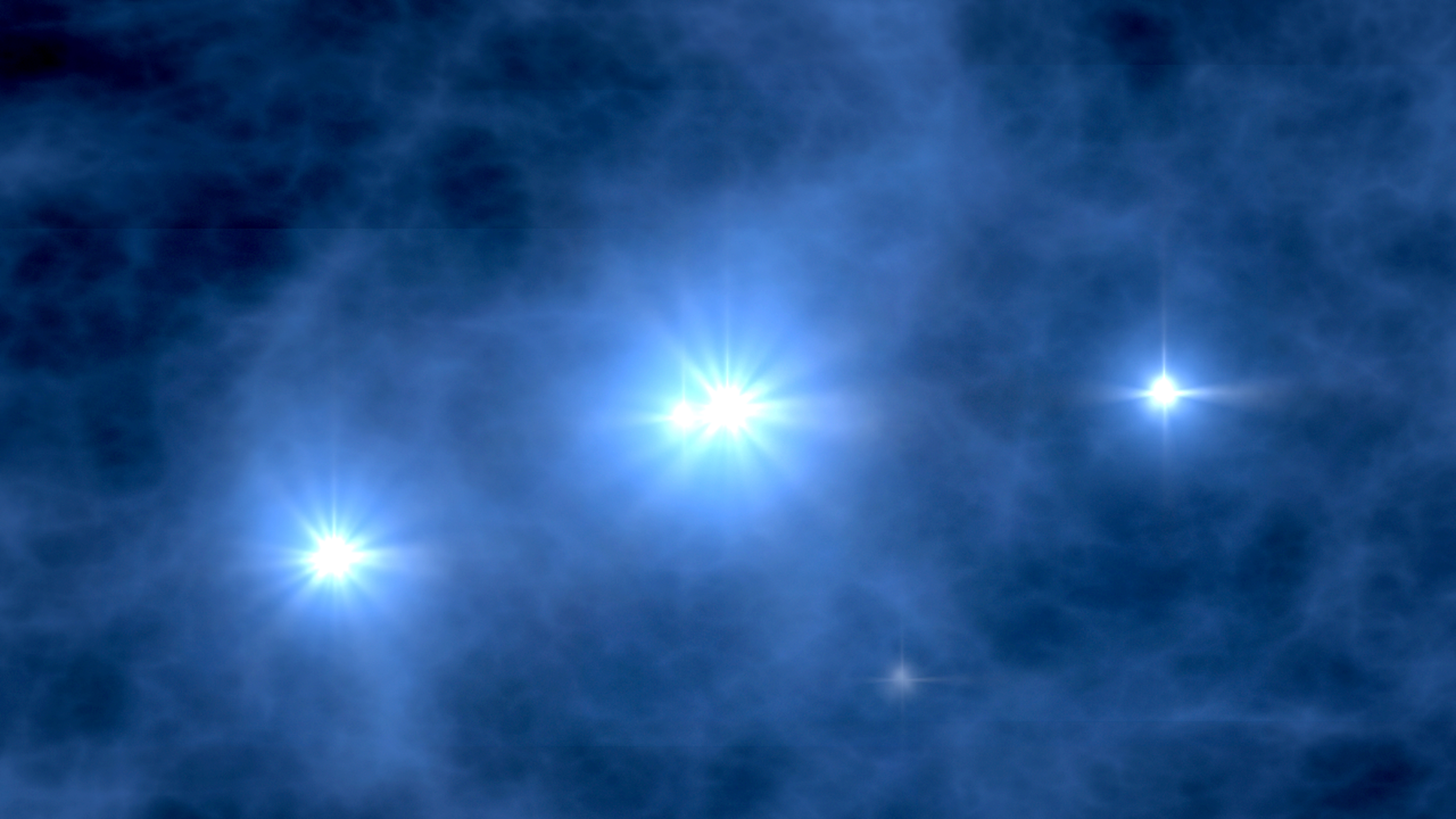
محاكاة حاسوبية لأول النجوم, 400 مليون سنة بعد الانفجار العظيم.